# خوليو سيزار لوبيز
خوليو سيزار لوبيز (بالإسبانية: Julio César López)‏ هو مدرب كرة قدم ولاعب كرة قدم باراغواياني، ولد في 18 أبريل 1986. لعب مع نادي تشياباس.

## وصلات خارجية
- خوليو سيزار لوبيز على موقع قاعدة بيانات كرة القدم.إي يو (الإنجليزية)
- خوليو سيزار لوبيز على موقع Soccerway.com (الإنجليزية)